# Sân bay Craiova
Sân bay Craiova (IATA: CRA, ICAO: LRCV) là một sân bay ở tây nam România, gần đô thị Craiova, một trong những thành phố lớn nhất Romania. Khu vực này là nơi đóng trụ sở của Avioane Craiova SA (tên cũ là IRAv Craiova), công ty chế tạo máy bay Romania IAR-93 và IAR-99.

## Các hãng hàng không và các tuyến bay
Hiện có các hãng hàng không sau đây đang phục vụ tại sân bay này:
- Carpatair (Constanţa, Timişoara)